# Gace Słupieckie
Gace Słupieckie is een plaats in het Poolse district  Staszowski, woiwodschap Święty Krzyż. De plaats maakt deel uit van de gemeente Łubnice en telt 241 inwoners.